# Panaretella scutata
Panaretella scutata là một loài nhện trong họ Sparassidae.
Loài này thuộc chi Panaretella. Panaretella scutata được Mary Agard Pocock miêu tả năm 1902.